# Acadêmicos de Niterói (Canoas)
SRBCES Acadêmicos de Niterói foi uma escola de samba da cidade de Canoas, no Rio Grande do Sul.

## História
A Acadêmicos de Niterói foi fundada em 6 de abril de 1998, por Crispim Fernandes, Lourival de Lima, Adão de Oliveira e Valdir César.
O grupo de amigos não se conformava com o fato de Canoas na época ter apenas duas escolas de samba: A Unidos do Guajuviras e a Imperatriz da Grande Niterói. As cores escolhidas foram o azul, o vermelho e o branco e o símbolo foi uma coruja com chapéu e um canudo de formatura. A entidade desfila em Canoas e em Porto Alegre. A quadra da escola localiza-se no bairro Niterói.
A entidade participou pela primeira vez dos desfiles em Porto Alegre no ano de 2001 apresentando como enredo: "Sonho de uma noite de luar", que lhe rendeu o quarto lugar no então grupo de acesso.
Permaneceu no grupo de acesso em 2002 apresentando o enredo: "Vitória Régia".
Em 2003 com o enredo "Reisado" a escola é campeã do acesso e sobe para a categoria-B.
No ano seguinte é campeã em Canoas e quarta colocada na categoria-B dos desfiles da capital apresentando: "A lenda da mãe do ouro".
Em 2005 a escola faz uma homenagem a Imperadores do Samba com o enredo, "A coruja na toca dos leões" e conquista o título da categoria-B.
No ano de 2006 volta a vencer o carnaval de Canoas e fica em  segundo lugar na categoria-A que lhe garantiu a participação na categoria especial no ano seguinte, apresentando a história do artista plástico Arthur Bispo do Rosário que havia morrido em um hospital psiquiátrico no Rio de Janeiro, sendo que o enredo era: "Arthur Bispo do Rosário, o labirinto de uma vida".
Em 2007 a escola contou a história da exploração do carvão que ocorre em cidades do Rio Grande do Sul como Charqueadas, São Jerônimo, Rio Pardo e Arroio dos Ratos com o enredo: "É ouro, é ouro; o ouro negro que brota do chão", foi campeã em Canoas e 12ª colocada em Porto Alegre.
A escola prestou uma homenagem a França em 2008 com o enredo: "Viens Mon Amour com nosso samba conhecer a França" com o qual ficou em nono lugar na categoria especial de Porto Alegre, já em Canoas a escola desfilou como Hors Concours.

## Segmentos

### Presidentes
| Nome                  | Mandato        | Ref.  |
| --------------------- | -------------- | ----- |
| Carlos Augusto Thomaz | ? - atualidade | [ 9 ] |

### Diretores
| Ano  | Diretor de Carnaval       | Diretor de harmonia | Mestre de bateria | Ref.  |
| ---- | ------------------------- | ------------------- | ----------------- | ----- |
| 2013 | Alan Carlos Dias da Silva |                     | Nado              | [ 9 ] |

### Casal de Mestre-sala e Porta-bandeira
| Ano  | Nome                        | Ref.   |
| ---- | --------------------------- | ------ |
| 2013 | Tadeu Pé-de-Vento e Jocasta | [ 10 ] |

## Carnavais
| Ano                                       | Colocação             | Grupo    | Enredo                                                                                              | Intérprete       | Ref.                |
| ----------------------------------------- | --------------------- | -------- | --------------------------------------------------------------------------------------------------- | ---------------- | ------------------- |
| 2001                                      | 4º lugar              | Acesso   | Sonho de uma noite de luar.                                                                         |                  |                     |
| 2002                                      | 2º lugar              | Acesso   | Vitória Régia.                                                                                      |                  | [ 11 ]              |
| 2003                                      | Campeã                | Acesso   | Reisado                                                                                             |                  | [ 12 ]              |
| 2004                                      | 4º lugar              | B        | A lenda da Mãe do Ouro.                                                                             |                  | [ 13 ]              |
| 2005                                      | Campeã                | B        | A Coruja na toca dos Leões.                                                                         | Luciara Teixeira | [ 14 ]              |
| 2006                                      | Vice-campeã           | A        | Arthur Bispo do Rosário, o labirinto de uma vida.                                                   | Luciara Teixeira | [ 15 ] [ 16 ]       |
| 2007                                      | 12º lugar             | Especial | É ouro, é ouro; o ouro negro que brota do chão.                                                     | Luciara Teixeira | [ 17 ] [ 18 ]       |
| 2008                                      | 9º lugar              | Especial | Viens Mon Amour com nosso samba conhecer a França.                                                  | Luciara Teixeira | [ 1 ] [ 19 ]        |
| 2009                                      | 10º lugar             | Especial | Uma Ópera na Avenida: O Guarani de Carlos Gomes                                                     | Luciara Teixeira | [ 20 ]              |
| 2010                                      | 12º lugar             | Especial | África, seus costumes e mistérios                                                                   | Lú Astral        | [ 21 ] [ 22 ]       |
| 2011                                      | 3º lugar              | A        | São Luiz padroeiro, abençoai essa brava gente canoense.                                             |                  | [ 23 ] [ 24 ]       |
| 2012                                      | 5º lugar              | A        | Sai pra lá olho gordo! Na história da pimenta, a Niterói faz a avenida pegar fogo!                  | Luciara Teixeira | [ 25 ]              |
| 2013                                      | 6º lugar              | A        | A Niterói é Chama que Não se Apaga.                                                                 | Leandrinho LV    | [ 9 ] [ 10 ] [ 26 ] |
| 2014                                      | 7º lugar              | A        | Manuel Padeiro, o zumbi dos Pampas, a saga de um guerreiro.                                         |                  | [ 27 ] [ 28 ]       |
| 2015                                      | Desfile sem avaliação | *        | No voo da coruja, uma viagem fascinante na memória...A Niterói conta em samba e poesia sua história |                  | [ 29 ]              |
| Desfila apenas em Canoas a partir de 2016 |                       |          | |                  |                     |
| 2016                                      | Campeã                | Especial | Metamorfose, é Tempo de Transformação!                                                              |                  | [ 2 ] [ 30 ] [ 31 ] |

## Títulos
Porto Alegre
- Campeã do Grupo B: 2005
- Campeã do Grupo de Acesso: 2003

Canoas
- Campeã: 2004, 2006, 2007, 2016

## Prêmios
- Estandarte de Ouro em Canoas
  - 2005: Bateria, fantasia e comissão de frente.[32]
  - 2007: Bateria, fantasia, ala infantil, interprete, comissão de frente, mestre-sala e porta-bandeira.[33]
  - 2014: Evolução e enredo.[34]
  - 2016: Bateria, harmonia, evolução, fantasia, diretor de carnaval e presidente.[35]

- Estandarte de Ouro em Porto Alegre

Grupo A
- 2012: Bateria.[36]
- 2013: Mestre-sala e porta-bandeira.[37]